# Hatra
Hatra foi uma antiga cidade fortificada situada no atual Iraque, construída pelo Império Selêucida no século III a.C. e depois capturada pelo Império Parta. Foi a capital do primeiro reino árabe. Resistiu à invasão dos romanos em 116 e em 198 graças às poderosas muralhas reforçadas com torres. As ruínas da cidade, especialmente os templos onde se mistura a arquitetura de influência helênica e romana com motivos decorativos orientais, atestavam a grandeza da civilização que a construiu. Suas ruínas localizam-se a 290 km a noroeste de Bagdá e a 110 km a sudoeste de Moçul, no Iraque.
Considerada um oásis da civilização pré-cristã no meio do deserto iraquiano que se estende até a Síria, suas estátuas e colunas – algumas delas com cerca de 70 m de altura – formavam um dos mais impressionantes sítios arqueológicos do país. Sua visitação por turistas estrangeiros, porém, esteve proibida por quase 40 anos, durante o regime de Saddam Hussein.
Usadas na cena de abertura do filme O Exorcista (1973), suas ruínas milenares, Patrimônio Cultural da Humanidade da UNESCO desde 1985, com cerca de 2300 anos de existência, foram explodidas e destruídas pelo grupo Estado Islâmico em março de 2015, na cruzada do grupo radical jiadista para exterminar o que consideram "idolatria" nos territórios tomados sobre seu controle naquela região do noroeste do Iraque. Sua destruição foi considerada como "um momento decisivo na lamentável estratégia de limpeza cultural no Iraque" pela diretora-geral da UNESCO, Irina Bokova.